# Поперек

рожевим кольором позначено поперек

По́пере́к (лат. lumbus), заст. чере́сла — частина тіла, від крижової кістки до ребер у людини. Містить безліч нервових закінчень в районі крижів, поділяється на дві рівні половини хребтом. Шкіра на попереку може бути покрита волосяним покривом (у чоловіків) або рідкісними напівпрозорими волосками (у жінок).

## Хвороби
Поперек схильний до болів, пов'язаних з такими захворюваннями, як люмбаго і радикуліт, поперекова грижа, а також у зв'язку з хворобами і травмами хребтового стовпа.

## Цікавий факт
У дівчат поперек нерідко є слабкою ерогенною зоною[джерело?]. Також поперекова ділянка  — популярне місце нанесення татуювань.